# پایشاچی
پایشاچی نام زبانی هندوآریایی مرده است که زمانی در هندوستان باستان مورد استفاده قرارمی‌گرفته‌است. دربارهٔ گسترهٔ استفاده از این زبان و اینکه آیا پایشاچی یک زبان بومی بوده یا یک زبان ادبی مدون -مانند پالی- اختلاف نظراست. از این زبان جز یک مجموعهٔ داستانی دراز به نام بریهات-کاتا -مربوط به سدهٔ پنجم پیش از میلاد- اثری برجای نمانده‌است.
برخی پژوهشگران زبان کونکنی را از تبار پایشاچی می‌دانند. 
پایشاچی در سانسکریت معنای سخن‌ور از سوی دیوان را می‌رساند. 